# Хородиште (Каларашский район)
Хородиште (рум. Horodiște, Городище) — село в Каларашском районе Республики Молдова. Относится к сёлам, не образующим коммуну.

## География
Село расположено на высоте 185 метров над уровнем моря.

## Население
По данным переписи населения 2004 года, в селе Хородиште проживает 2794 человека (1381 мужчина, 1413 женщины).
Этнический состав села:
| Национальность | Число жителей | Процентный состав |
| -------------- | ------------- | ----------------- |
| молдаване      | 2710          | 96.99             |
| румыны         | 40            | 1.43              |
| русские        | 15            | 0.54              |
| украинцы       | 10            | 0.36              |
| гагаузы        | 2             | 0.07              |
| цыгане         | 1             | 0.04              |
| прочие         | 16            | 0.57              |
| Всего          | 2794          | 100 %             |

## Известные уроженцы
- Палихович, Лилиана Васильевна (род. 1971) — молдавский политик, вице-председатель Парламента Республики Молдова с 30 декабря 2010 по 9 декабря 2014 года и с 23 января 2015 по 4 мая 2017 года.